# کونتیک
شهر کونتیک (به فرانسوی: Kontich) در شهرستان آنتوئر در استان آنتوئر در منطقه فلاندری در کشور بلژیک واقع شده‌است.

## نگارخانه

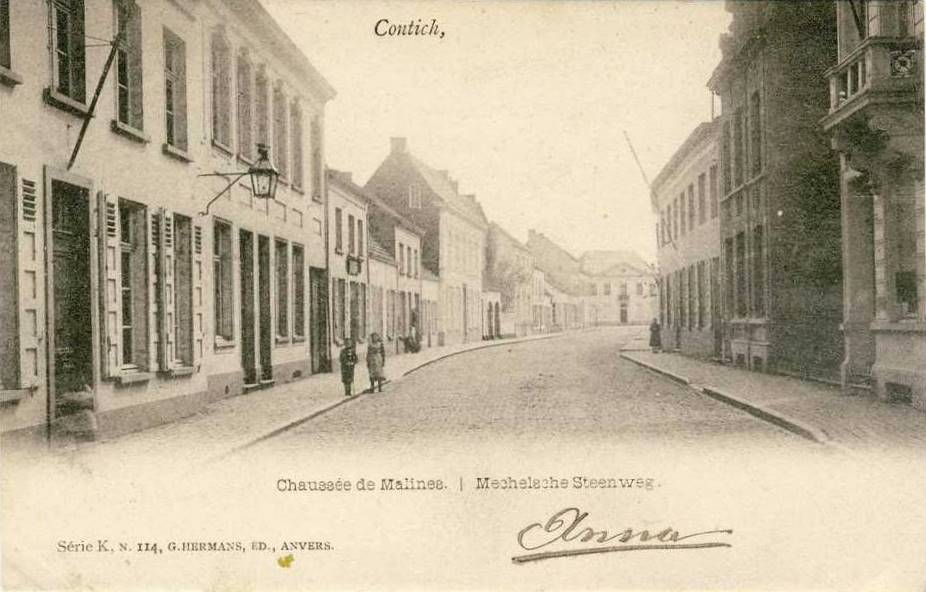
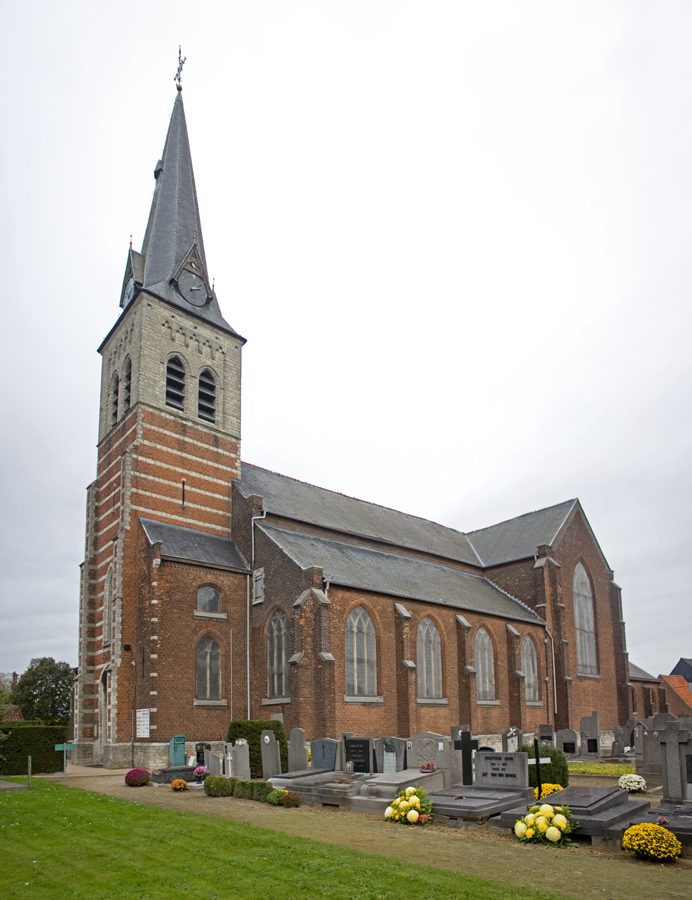